# Mount Calvary (Wisconsin)
Mount Calvary es una villa ubicada en el condado de Fond du Lac en el estado estadounidense de Wisconsin. En el Censo de 2010 tenía una población de 762 habitantes y una densidad poblacional de 279,93 personas por km².

## Geografía
Mount Calvary se encuentra ubicada en las coordenadas 43°49′26″N 88°14′28″O / 43.82389, -88.24111. Según la Oficina del Censo de los Estados Unidos, Mount Calvary tiene una superficie total de 2.72 km², de la cual 2.72 km² corresponden a tierra firme y (0.1%) 0 km² es agua.

## Demografía
Según el censo de 2010, había 762 personas residiendo en Mount Calvary. La densidad de población era de 279,93 hab./km². De los 762 habitantes, Mount Calvary estaba compuesto por el 83.6% blancos, el 1.31% eran afroamericanos, el 1.05% eran amerindios, el 8.27% eran asiáticos, el 0% eran isleños del Pacífico, el 5.25% eran de otras razas y el 0.52% pertenecían a dos o más razas. Del total de la población el 10.89% eran hispanos o latinos de cualquier raza.